# Kamenka (Oblast' di Voronež)
Kamenka (in russo Ка́менка?) è un insediamento di tipo urbano della Russia europea nell'oblast' di Voronež. È il centro amministrativo del rajon Kamenskij.
Si trova 143 km a sud di Voronež.